# OGLE-2014-BLG-124L
OGLE-2014-BLG-124L est une étoile située à une distance d'environ 4 100 ± 590 parsecs du Soleil. D'une masse d'environ 0,71 ± 0,22 masse solaire, elle est l'objet primaire d'un système planétaire dont le seul objet secondaire connu est OGLE-2014-BLG-124L b, une planète confirmée.